# Tallsvärmare
Tallsvärmare (Sphinx pinastri) är en stor fjäril i familjen svärmare (Sphingidae) som främst lever i tallskog men som också ofta ses i trädgårdar då den hämtar nektar på till exempel kaprifoler.

## Kännetecken
Tallsvärmaren har ett vingspann på mellan 71 och 90 millimeter, honan är något större än hanen men hanen har något kraftigare och lite längre antenner. Mellankroppen är gråaktig och bakkroppen har vita och gråa ränder. Nordliga populationer brukar vara mörkare. Vingarna är också gråaktiga och med svarta ränder på framvingarna. Vingfransarna är grå och vit randiga. Larven är mellan 65 och 85 millimeter lång som fullvuxen och med en brun rand mitt på ryggen och vita och gröna ränder på sidorna. Baktill har den ett svart eller mörkbrunt analhorn. 

## Bildgalleri

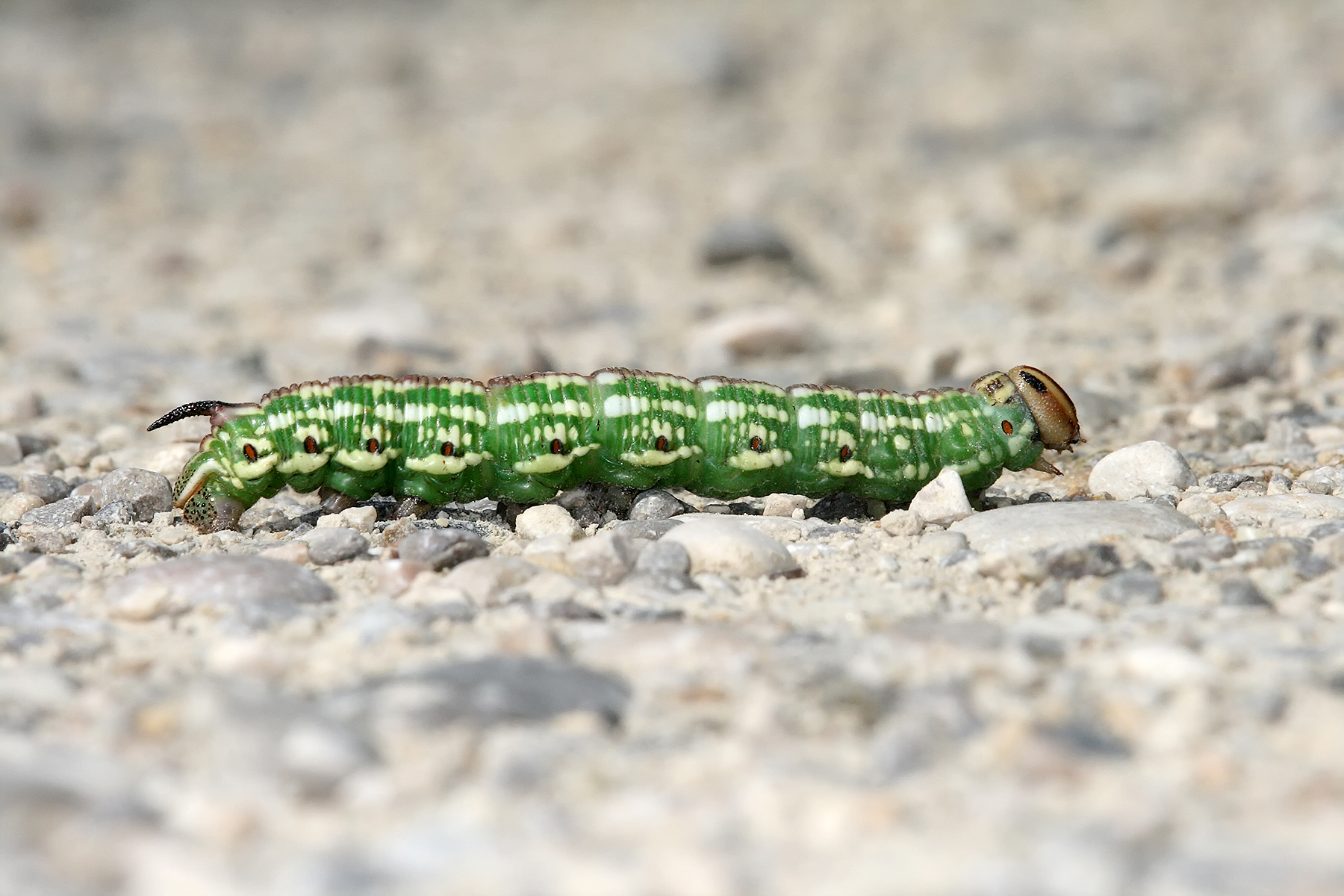
Fjärilens larv
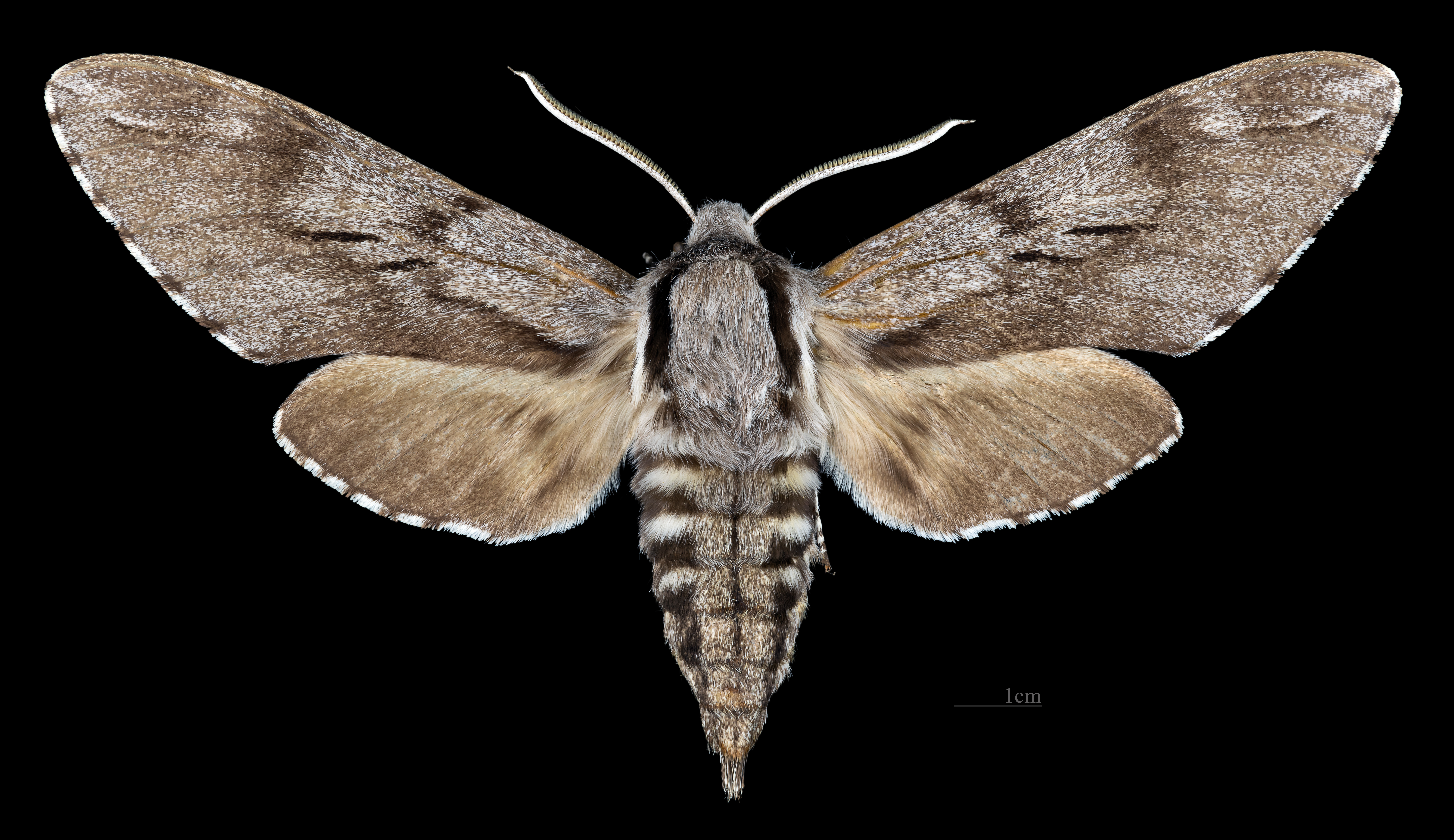
Hane (♂)
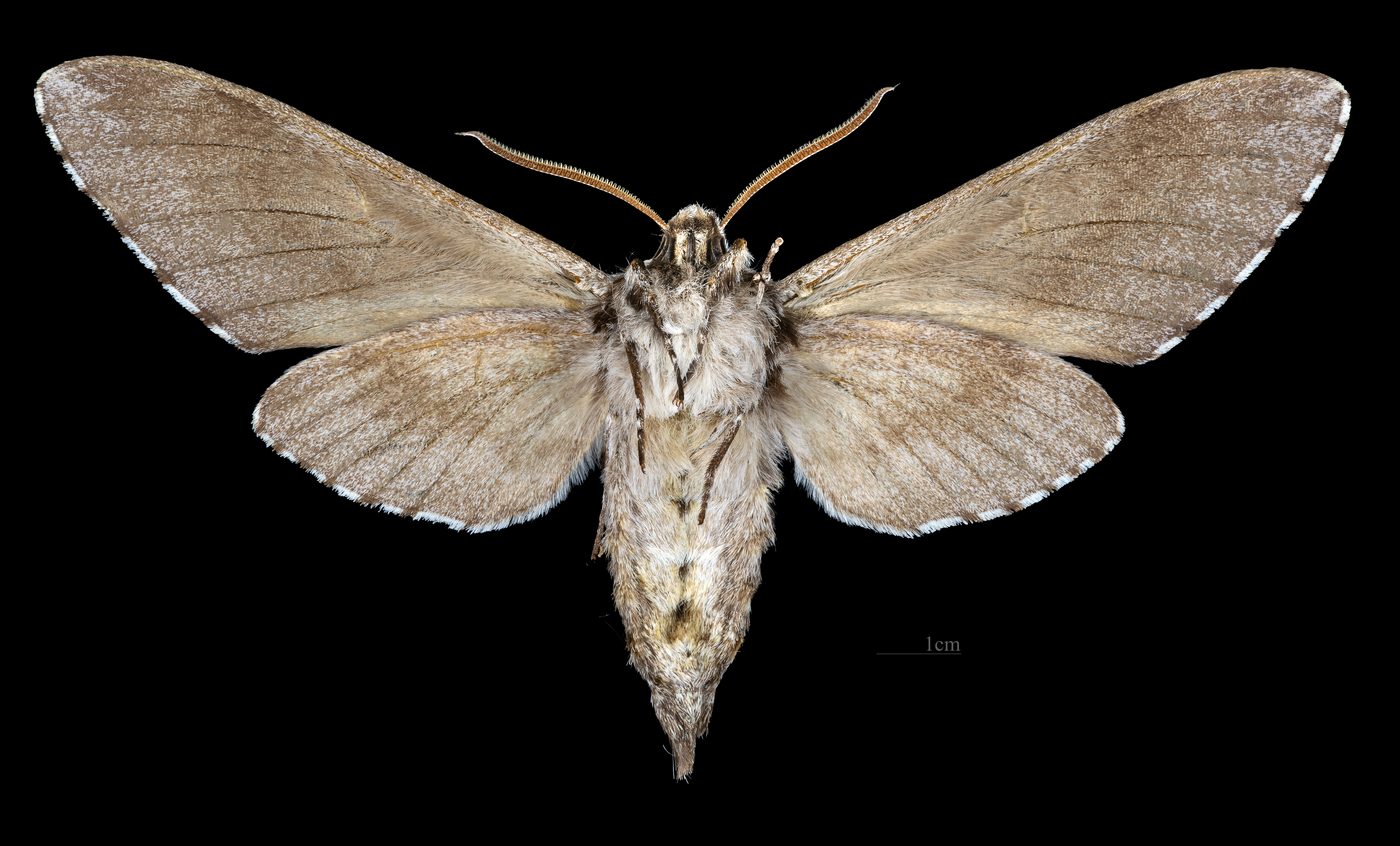
Hane undersida (♂△)
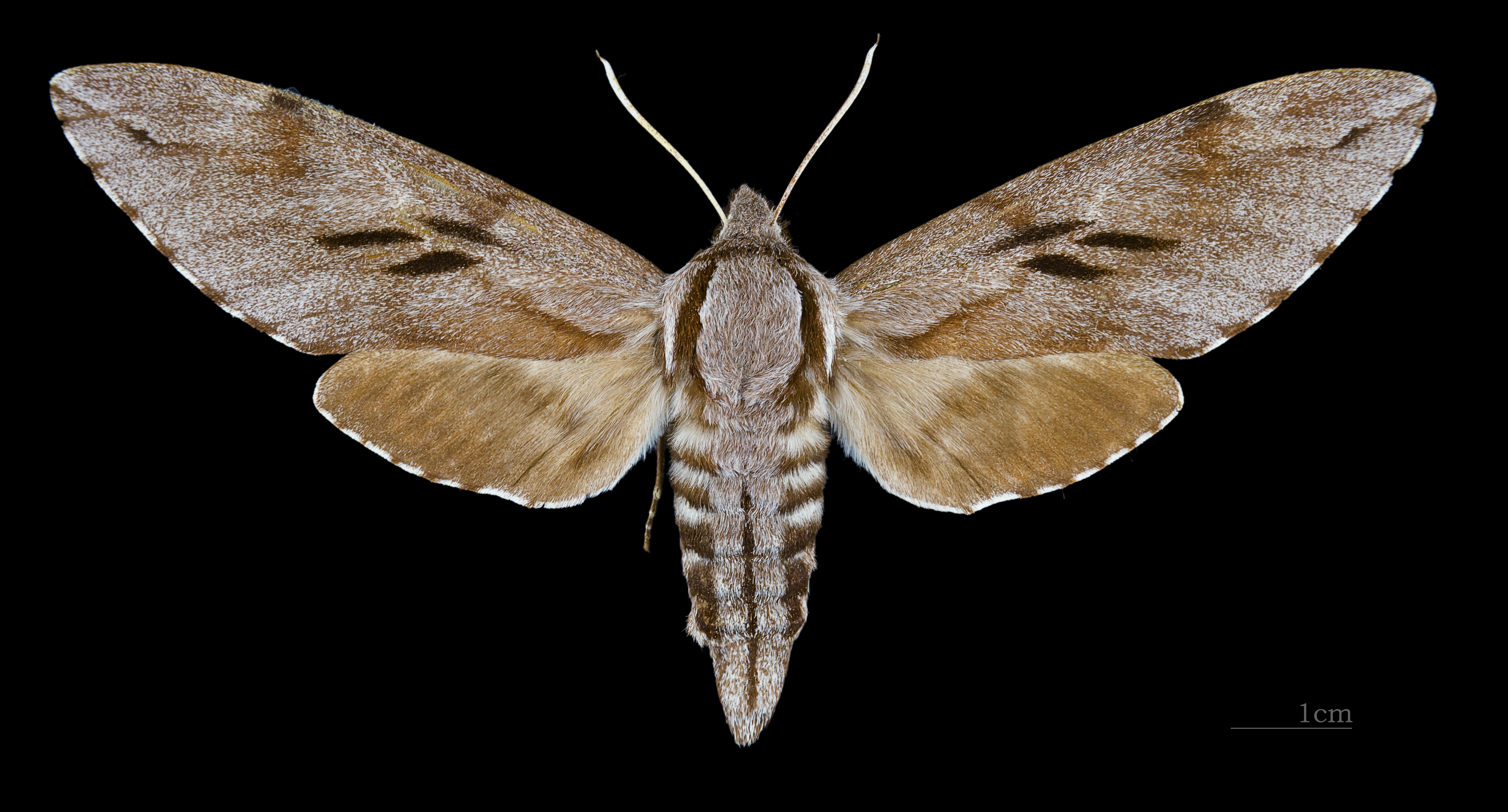
Hona (♀)
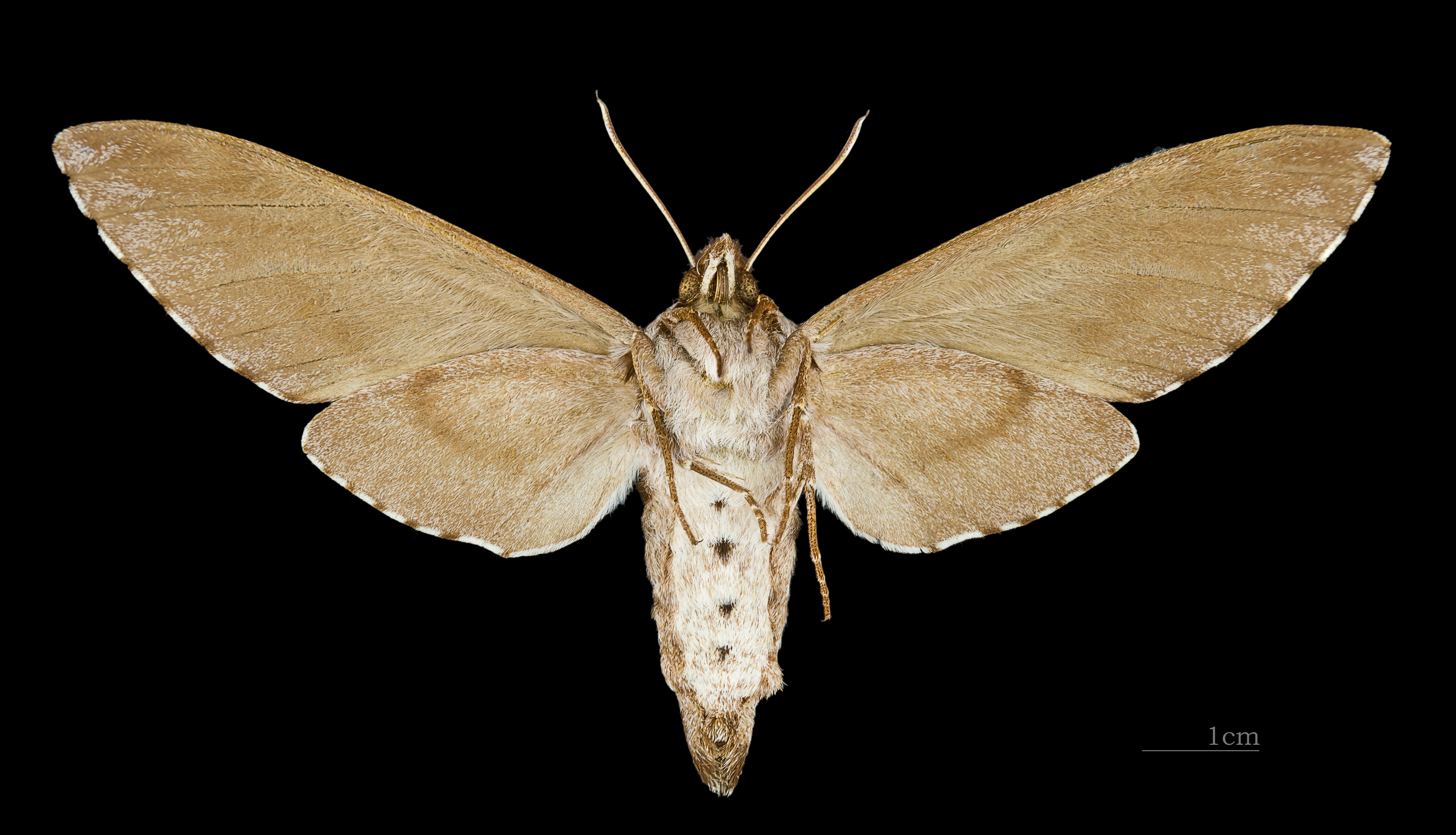
Hona undersida (♀ △)

## Utbredning
Tallsvärmaren är ganska vanlig och ofta talrik i Sverige från Skåne till Dalarna och vidare längs norrlandskusten. Den finns även i Danmark, södra Norge och södra och mellersta Finland. I Europa finns den från Frankrike  och vidare österut genom Ryssland till västra Sibirien. Den finns även i Nordamerika.

## Levnadssätt
Tallsvärmaren lever framför allt i tallskogar, men den kan också ses på ängsmarker, trädgårdar och liknande när de söker nektar på blommor. Den är aktiv på natten från tidig skymning till midnatt och kan då ses hovrande när de hämtar nektar på till exempel kaprifol, syren, liguster, krollilja, tjärblomster, smällglim och nattviol. Den kan ofta uppträda talrikt. Flygtiden är från slutet av maj till slutet av augusti i södra Sverige. Är sommaren mycket varm kan en partiell andra generation flyga ännu senare. Äggen läggs på unga tallskott eller ibland på granskott eller lärkträd. Larven lever oftast högt upp i träden och ses därför sällan. Larven är fullvuxen i månadsskiftet augusti-september och förpuppar sig i marken nära värdträdet. Puppan övervintrar upp till fyra vintrar.

## Etymologi
Pinastri kommer från det latinska namnet på en av de möjliga värdväxterna terpentintall (Pinus pinaster).